# Tihomir
Tihomir (Servisch: Тихомир) was de oudste zoon van Zavida en regeerde als Servisch grootžupan over Raška, Dioclitië en de Kustlanden van 1165 tot 1167.
Nadat de opstandige Desa door Byzantium afgezet was, verdeelde Byzantium Servië onder de vier zonen van zijn broer Zavida: Raška ging naar Tihomir, Dioclitië naar Stracimir, de Kustlanden naar Miroslav, en Toplica (in het huidige Centraal-Servië) naar Nemanja. Tihomir ging ervan uit dat hij het zeggenschap had en kwam in conflict met zijn jongere broer Nemanja, die hij liet opsluiten. Nemanja kon ontsnappen en pleegde een staatsgreep. Tihomir vluchtte naar Constantinopel en keerde terug gesteund door Byzantijnse troepen. Tijdens de slag bij Pantina werd hij verslagen en verdronk in de rivier Sitnica.
Miroslav erkende Nemanja als grootžupan, wiens nazaten (de Nemanjićdynastie) over Raška zouden heersen tot het einde van de 14e eeuw.